# F-08B
docomo STYLE series F-08B（ドコモ スタイル シリーズ エフ ゼロ はち ビー）は、富士通によって開発された、NTTドコモの第三世代携帯電話（FOMA）端末である。docomo STYLE seriesの端末。愛称「ekubo（エクボ）」。

## 概要
- STYLEシリーズの中でもデザイン性や機能性のバランスのとれたスタンダードモデル。5色のカラーバリエーションが用意されている。同じ富士通製でSTYLEシリーズの2010年夏モデルである「F-07B」とは異なり、GPSやGSM、Bluetoothを非対応にするなど、機能や価格を抑える一方で多色展開することでユーザーが選びやすくしている。比較的安価な価格帯を狙っての製品となる。
- 曲面を多用したシンプルなデザインに、メインディスプレイ側の背面中央に笑窪のような丸みを帯びたくぼみを施している。このくぼみの部分にはイルミネーションと加速度センサが内蔵されており、このくぼみの部分を指でなぞるとセンサーが反応し、イルミネーションが光る仕組みになっている。着信イルミネーション設定時には、組み合わせにより最大406通りからお気に入りのパターンを設定できる。キーバックライトは、Innocent White・Baby Pink・Pale Greenはキー全体が光る面照光、Rose GoldとAsh Blackはキーの文字の部分が光る文字照光で、色は7色から選択できるほか、キーを押すごとに色が変わったり、本体を開く度に点灯色が変わる色設定も可能。
- お風呂やキッチンでも使用できる防水性能に対応。噴水を受けたり水没した後にも動作するIPX5/IPX7、水深1.5mでも動作するIPX8の防水性能を有する。

## 機能

### カメラ機能
メインカメラは510万画素CMOS。フォトライトやテレビ電話用のインカメラは搭載されていない。オートフォーカスは最大10人までの顔検出が可能。また露出補正と局所コントラスト補正により逆光でも明るくはっきりとした表情を撮影できる。顔認識・識別機能として、あらかじめ登録された顔に優先的にピントや露出を合わせる「サーチミーフォーカス機能」やサーチミーフォーカスで撮影した人物写真を登録した名称で素早く検索できる「サーチミーアルバム」、笑顔に連動してシャッターを切る「スマイルファインダー」を搭載。また肌をよりなめらかに美しく調整し、瞳を検出して目を自然に大きく見せる「肌+ひとみ強調モード」、室内や夕景・夜景など光量の少ないシーンでもブレずに明るい写真が撮影できるISO12800相当の高感度撮影モード、カメラが撮影シーンを自動で認識し、最適な撮影モードに切り替える「自動シーン認識」、手ブレ補正・被写体動き検知・ISO12800相当の高感度の3つの機能によりブレのないくっきりきれいな写真を撮影できる「トリプルブレガード」を搭載している。

### メール機能
あらかじめ作成しておいたメールを指定した日時に自動で送信できる「メール予約送信」、あらかじめ設定しておくと指定した相手からの電話やメール着信があると自動的にメールを返信する「メール自動返信」、写真撮影後やマイピクチャをプレビュー中にブログやSNSなどにアップロードするためのメールを作成できる「ブログ・SNSかんたん投稿機能」といった便利な機能を搭載している。また予測変換候補にデコメ絵文字を追加したほか、絵文字入力もスムーズに行えるカーソル斜め移動にも対応している。

### その他の機能
同じ距離でも歩く場合と走る場合の運動強度の違いをもとに正確な活動量と消費カロリー量を測定できる「エクササイズカウンター（活動量計）」と「ウォーキングチェッカー（歩数計）」を搭載。またケータイの使い方を確認できるガイド機能「使いかたガイド」、使いたい機能を一発検索できる「サーチキー」、メール・電話発信・iモードなど機能ごとに制限をかけ、子供用のパスワードとは別に親用の暗証番号の設定で子供に変えて欲しくない設定の変更を防ぐ「親子モード」、画面のコントラストを3段階から調整することで他の人から画面を見え難くする「プライバシービュー」、画面に表示される文字を大きく読みやすく表示する「拡大もじ」、ディスプレイ表示やイルミネーションの点灯などを調整して電池の消費を抑える「ecoモード」、音声電話中に周囲の騒音に応じて最適な方法で調整し、相手の声を聞き取りやすくする「スーパーはっきりボイス3」を搭載している。
| 主な対応サービス                   | 主な対応サービス                                                    | 主な対応サービス                       | 主な対応サービス                                 |
| ---------------------------------- | ------------------------------------------------------------------- | -------------------------------------- | ------------------------------------------------ |
| タッチパネル                       | FOMAハイスピード7.2Mbps                                             | Bluetooth                              | DCMX／おサイフケータイ                           |
| iアプリオンライン／地図アプリ      | 直感ゲーム／メガiアプリ                                             | iウィジェット                          | マチキャラ／iコンシェル                          |
| ホームU／ポケットU                 | GPS／ケータイお探し                                                 | デコメール／デコメ絵文字／デコメアニメ | iチャネル                                        |
| 着もじ                             | テレビ電話／キャラ電                                                | ケータイデータお預かりサービス         | フルブラウザ                                     |
| おまかせロック／バイオ認証         | 外部メモリーへiモードコンテンツ移行／ユーザーデータ一括バックアップ | トルカ                                 | iC通信／iCお引越しサービス                       |
| きせかえツール／ダイレクトメニュー | バーコードリーダ／名刺リーダ                                        | 2in1                                   | エリアメール／ソフトウェアーアップデート自動更新 |
| GSM／3Gローミング（WORLD WING）    | 着うたフル／うた・ホーダイ                                          | Music&Videoチャネル／ビデオクリップ    | デジタルオーディオプレーヤー(WMA)(AAC)           |

1. ↑  「しゃべる」「振る／傾ける」に対応。

## プリインストールiアプリ
以下のiアプリが購入時に端末にプリインストールされている。
| アプリ名                       | 概要 |
| ------------------------------ | --- |
| pop'n music（体験版）          | 音楽のリズムに乗って遊ぶゲーム |
| ZOOKEEPER DX F                 | アクションゲーム |
| もじぴったん歩き旅             | 文字を置いて言葉をつくるパズルゲーム |
| ロジックパズルF                | 数字を基にブロックを置いて図形を作成するパズルゲーム |
| 99のなみだモバイル体験版       | 読書アプリ |
| ブックビューア コミック体験!   | セルシス、ボイジャーが提供するケータイコミックを体験できるアプリ |
| VoiceShelf for F               | オーディオブックを再生するためのアプリ |
| 日英しゃべって翻訳 for F       | マイクに向かって主に旅行で使われる日本語、英語を話すだけで翻訳した文章を画面に表示する翻訳アプリ |
| iアバターメーカー              | iアバターを作成するアプリ |
| モバイルGoogleマップ           | Googleマップのアプリ。GPSを使った道案内、経路検索、衛星写真、ストリートビューなどを利用できる |
| Gガイド番組表リモコン          | テレビ番組表とAVリモコン機能が1つになったアプリ |
| iD設定アプリ                   | おさいふケータイクレジット決済サービスiDの設定アプリ |
| DCMXクレジットアプリ           | NTTドコモが提供するおさいふケータイクレジットDCMXの設定アプリ |
| モバイルSuica登録用iアプリ     | モバイルSuica契約用のiアプリ |
| ヘルスチェッカー               | 歩数、活動量、脈拍数、血圧、体組成のデータを管理するアプリ |
| i Bodymoアプリ                 | 健康サービス「i Bodymo（iボディモ）」のアプリ |
| ドコモWebメール                | パソコン・FOMA端末のどちらからでも利用できるメールサービス「ドコモWebメール」のアプリ |
| @Fケータイ応援団INFO           | 富士通のiモード公式サイト「@Fケータイ応援団」の最新情報や「millmo.jp for F」のおすすめ情報を定期的に通知してくれるウィジェット                                                                        |
| ROID ウィジェット2             | モバイルサイト「ROID」の更新情報などを通知してくれるウィジェット |
| Start! iウィジェット           | iウィジェットの使い方をムービーで見ることができるiアプリ |
| iWウォッチ                     | iウィジェット画面でグラフィカルに時計や電池残量を確認することができるアプリ |
| 地図アプリ                     | GPS機能を利用して、目的地を検索したり、乗り換え案内を駆使した、交通手段によるルートを表示が可能 |
| 楽オク☆アプリ                  | 楽天オークション用のアプリ |
| iアプリバンキング              | モバイルバンキングを簡単に利用するためのアプリ |
| マクドナルド トクするアプリ    | 日本マクドナルドのかざすクーポンなどを利用するためのアプリ |
| 株価アプリ                     | iウィジェットを利用して株価情報を表示するアプリ |
| FOMA通信環境確認アプリ         | FOMAハイスピードエリアを利用できるかを確認することができるiアプリ |
| ドコモ料金案内                 | 通話料やパケット通信料等の簡易的な履歴を一覧やグラフで確認できるアプリ |
| かざす請求書                   | 毎月のドコモ利用料金の情報をおサイフケータイに取得し、請求書が無くてもコンビニエンスストアで決済できるアプリ（本サービスはセブン-イレブンのみ対応。このため、電子マネー「nanaco」で支払うことも可能） |
| ビックポイント機能付ケータイ   | おサイフケータイをビックカメラの「ビックポイントカード」として利用できるアプリ |
| ヨドバシゴールドポイントカード | ヨドバシカメラの「ヨドバシゴールドポイントカード」として利用できるアプリ |
| モバイルAMCアプリ              | おサイフケータイを使用して、ANAの各種サービスを利用できるアプリ |

上記のアプリの他、ドコモマーケットなどから、様々なアプリケーションをダウンロードし利用することが可能となる。

## 歴史
- 2010年5月18日 - F-06B・F-07B・F-08B・L-04B・N-04B・N-05B・N-06B・N-07B・N-08B・P-04B・P-05B・P-06B・P-07B・SH-02B marimekko・SH-07B・SH-08B・SH-09B・LYNX SH-10B・dynapocket T-01B・BlackBerry Bold 9700の開発及び一部機種の発売を発表。
- 2010年6月18日 - 発売開始。

## 不具合
2010年7月26日に以下の不具合の修正がソフトウェアアップデートによって行われた。
- メール送信予約設定中に電池を抜き差しすると、予約したメールの送信に失敗する場合がある。
- 端末を開いた時に液晶の画面が表示しない場合がある。

2011年11月9日に以下の不具合の修正がソフトウェアアップデートによって行われた。
- 特定の条件下で本体の電源ボタンを押し待受画面に戻ると、まれに待受画面が正常に表示されない場合がある。

2011年12月5日に以下の不具合の修正がソフトウェアアップデートによって行われた。
- 本体の電源がOFFの状態で電源ボタンを長押ししても電源が入らない場合がある。